# Fitignieu
Fitignieu est une ancienne commune française du département de l'Ain. En 1974, la commune est intégrée avec Charancin dans la commune de Sutrieu.

## Histoire
En 1974, la commune fusionne avec Charancin et Sutrieu sous la commune de Sutrieu. La commune obtient le statut de commune associée jusqu'en 1994 où la fusion-association des trois communes est transformée en fusion simple.

## Population et société

### Démographie
| 1793 | 1800 | 1806 | 1821 | 1831 | 1836 | 1841 | 1846 | 1851 |
| ---- | ---- | ---- | ---- | ---- | ---- | ---- | ---- | ---- |
| 199  | 291  | 238  | 267  | 236  | 255  | 260  | 248  | 225  |

| 1856 | 1861 | 1866 | 1872 | 1876 | 1881 | 1886 | 1891 | 1896 |
| ---- | ---- | ---- | ---- | ---- | ---- | ---- | ---- | ---- |
| 212  | 225  | 219  | 225  | 237  | 224  | 208  | 194  | 174  |

| 1901 | 1906 | 1911 | 1921 | 1926 | 1931 | 1936 | 1946 | 1954 |
| ---- | ---- | ---- | ---- | ---- | ---- | ---- | ---- | ---- |
| 168  | 156  | 152  | 128  | 115  | 95   | 101  | 106  | 92   |

| 1962 | 1968 | - | - | - | - | - | - | - |
| ---- | ---- | - | - | - | - | - | - | - |
| 71   | 64   | - | - | - | - | - | - | - |

## Pour approfondir